# Conselho Nacional de Desenvolvimento Científico e Tecnológico

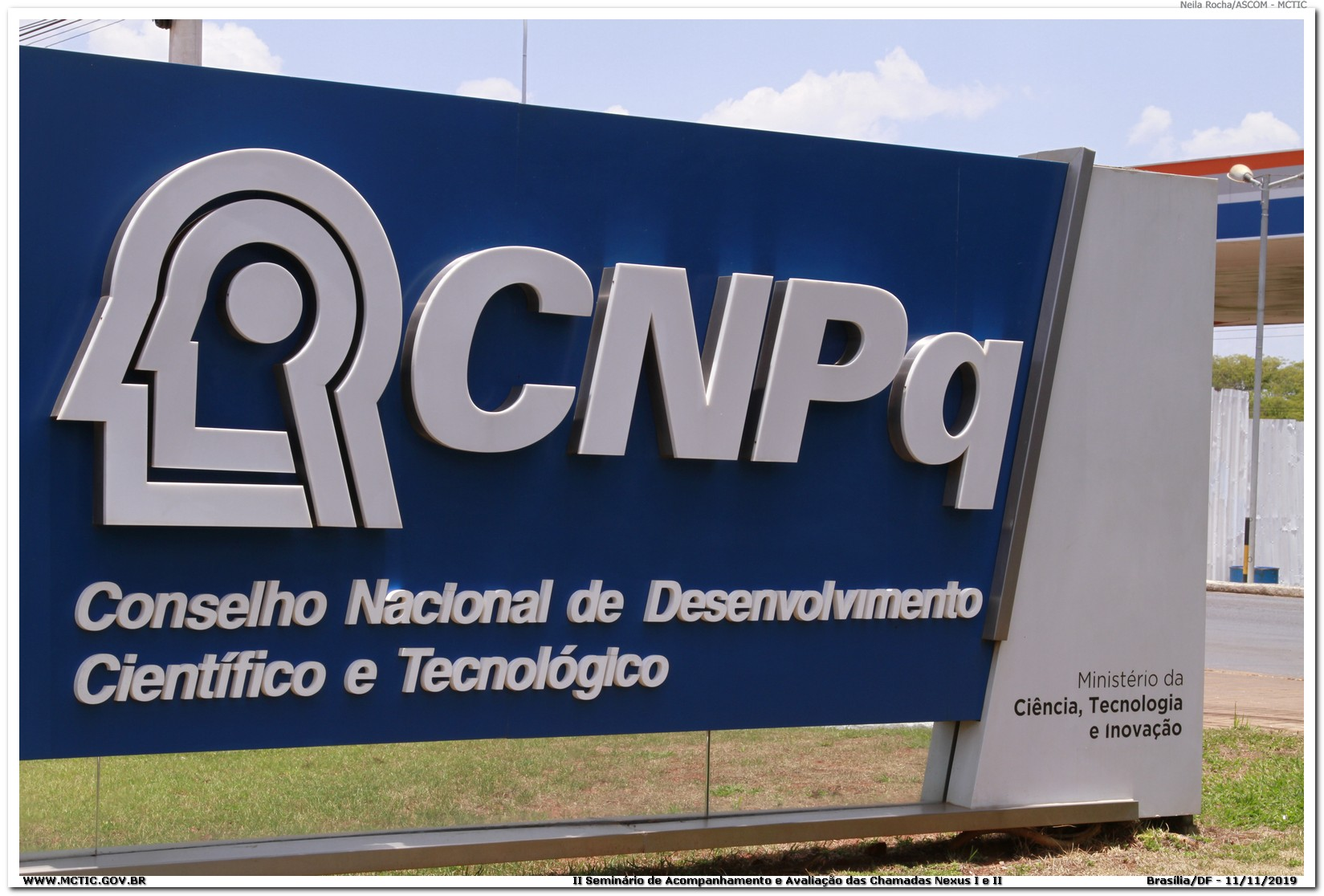
Conselho Nacional de Desenvolvimento Científico e Tecnológico (2019)

Der Nationale Rat für Wissenschaftliche und Technologische Entwicklung (portugiesisch Conselho Nacional de Desenvolvimento Científico e Tecnológico, bis 1971 Nationaler Forschungsrat CNPq) ist eine Organisation, die dem brasilianischen Wissenschafts- und Forschungsministerium (portugiesisch Ministério da Ciência, Tecnologia e Inovação) untersteht und die Forschung in Brasilien fördert.

## Geschichte
Der CNPq wurde am 15. Januar 1951 durch das Gesetz Nr. 1.310 gegründet. Er gilt unter den Entwicklungsländern als die solideste Institution wissenschaftlicher und technologischer Forschung.

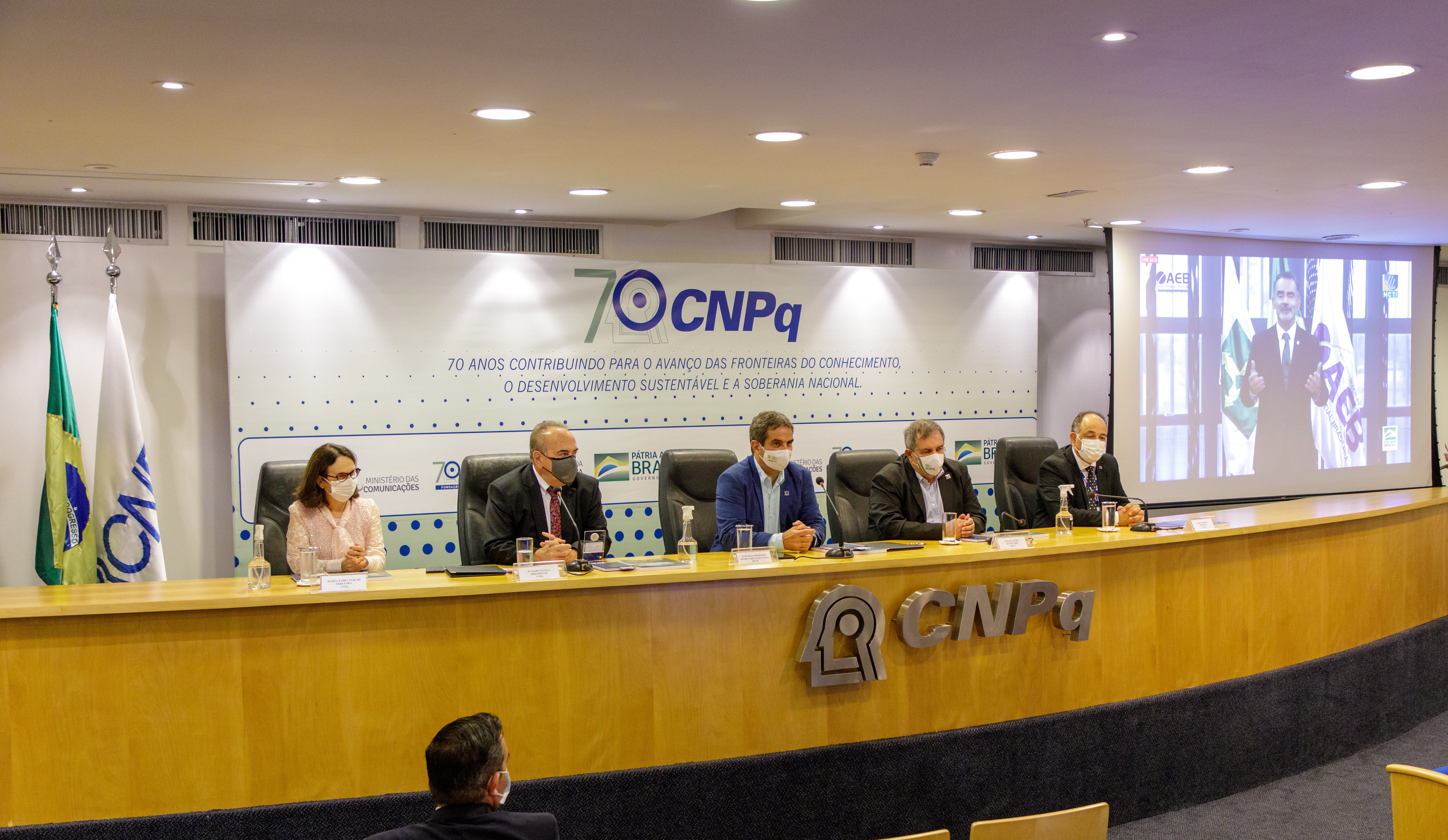
Geburtstag des CNPq und Einführung des Gedenkzeichens und -stempels zum 70-jährigen Bestehen des CNPq

Die unruhige Nachkriegszeit (1949–1954) wurde auch durch Turbulenzen in der nationalen Politik Brasiliens geprägt, in der der CNPq sein Interesse an der Erforschung von Atomenergie ausbaute, welche zu jener Zeit zu einem strategisch wichtigen Thema wurde. Jedoch hat sich seine Rolle in Richtung der Finanzierung, in Form von Forschungsförderung und Stipendien in verschiedenen Bereichen entwickelt.
Mit seinem Sitz in der Hauptstadt Brasília war der CNPq lange Zeit zentrale Koordinationsstelle für Wissenschafts- und Technologiepolitik. Diese Funktion gab die Institution jedoch mit der Schaffung des entsprechenden Ministeriums im Jahre 1985 ab.
Der CNPq unterhält Kontakte zu vielen föderalen Agenturen in Brasilien und ausländischen Partnern und Geldgebern.